# Sesto Giulio Cesare (pretore 208 a.C.)
Sesto Giulio Cesare (in latino: Sextus Iulius Caesar; fl. III secolo a.C.) è stato un politico romano.
Pretore nel 208 a.C., è noto per essere stato il primo rappresentante della gens Iulia a portare il cognomen Cesare.

## Biografia
Eletto pretore nel 208 a.C., ottenne la provincia di Sicilia. Poco dopo il suo ritorno, fu scelto come uno degli ambasciatori che furono inviati a Salapia al console Tito Quinzio Crispino per consigliargli di nominare un dittatore, nel caso non avesse potuto egli stesso tornare a Roma per tenere i comizi per le elezioni dei nuovi consoli.
Crispino era rimasto infatti gravemente ferito in un agguato tesogli dai soldati di Annibale, mentre assieme al collega Marco Claudio Marcello e circa duecento cavalieri stava compiendo un giro di ricognizione nei pressi di Venusia. Marcello era caduto nell'imboscata, mentre Crispino era riuscito a salvarsi e a riparare a Salapia.
Crispino seguì il consiglio di Sesto Giulio Cesare e degli altri ambasciatori e, prima di spirare per le ferite riportate, nominò dittatore Tito Manlio Torquato.